# Université Shaw
L’université Shaw (en anglais : Shaw University) est une université privée chrétienne évangélique baptiste, située à Raleigh en Caroline du Nord aux États-Unis. Elle est affiliée aux Églises baptistes américaines USA.

## Histoire
L'université a été fondée en 1865 par l’American Baptist Home Mission Society (American Baptist Churches USA) et le pasteur Henry Martin Tupper ,. 
Elle fait partie des Historically black colleges and universities, c'est-à-dire des établissements qui, avant 1964, étaient accessibles en priorité aux populations afro-américaines.
Pour l'année 2018-2019, elle comptait 1,411 étudiants.

## Sport
L'équipe universitaire de l'université des Bears de Shaw, disputait ses matchs au Durham County Stadium entre 2007 et 2018.

## Programmes
La Shaw University délivre plusieurs diplômes undergraduate en art, sciences naturelles, médecine, commerce, administration, éducation et informatique. La Shaw Divinity School délivre des diplômes en théologie évangélique.

## Affiliations
Elle est affiliée aux Églises baptistes américaines USA .

## Campus

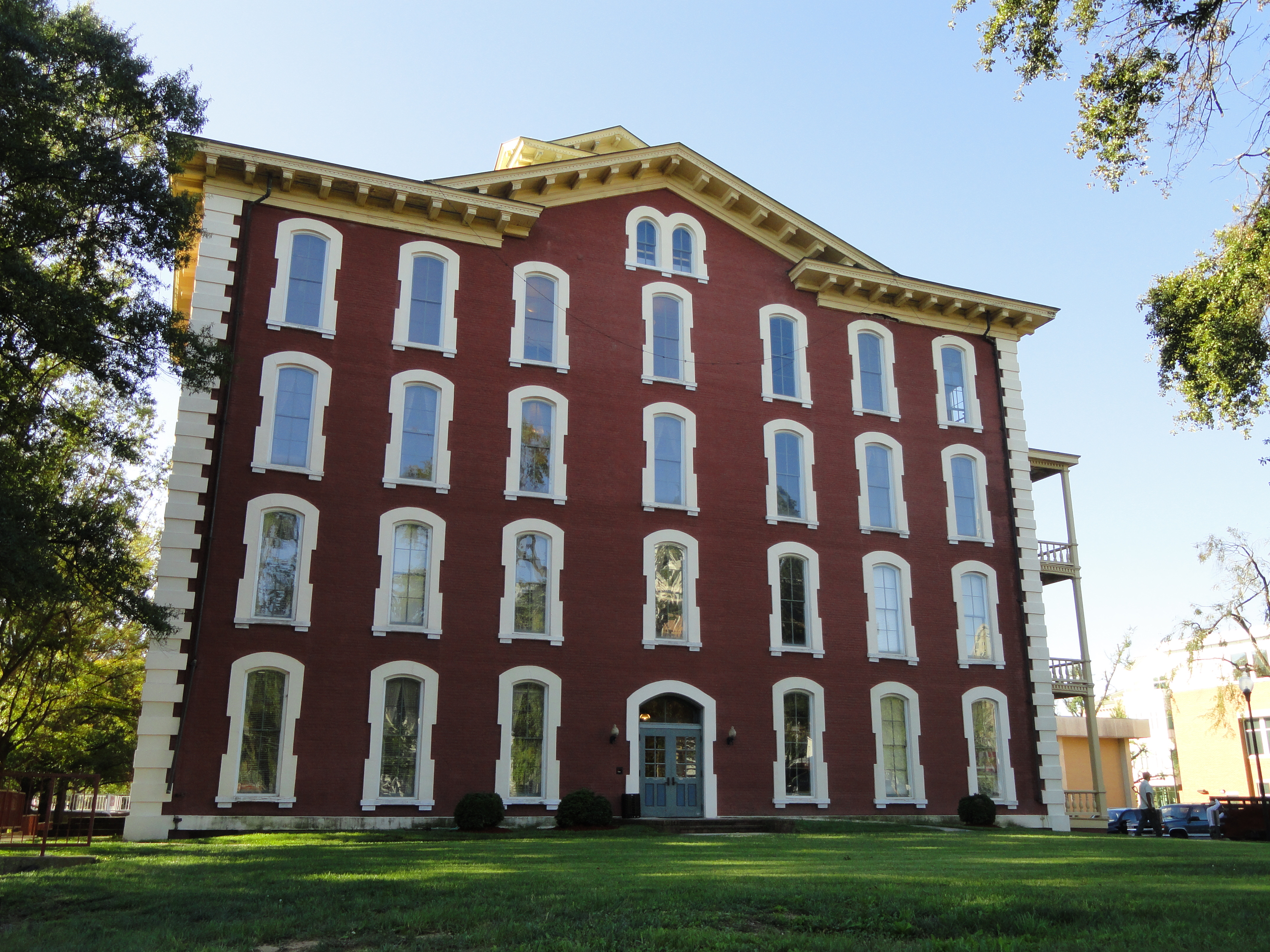
Estey Hall.
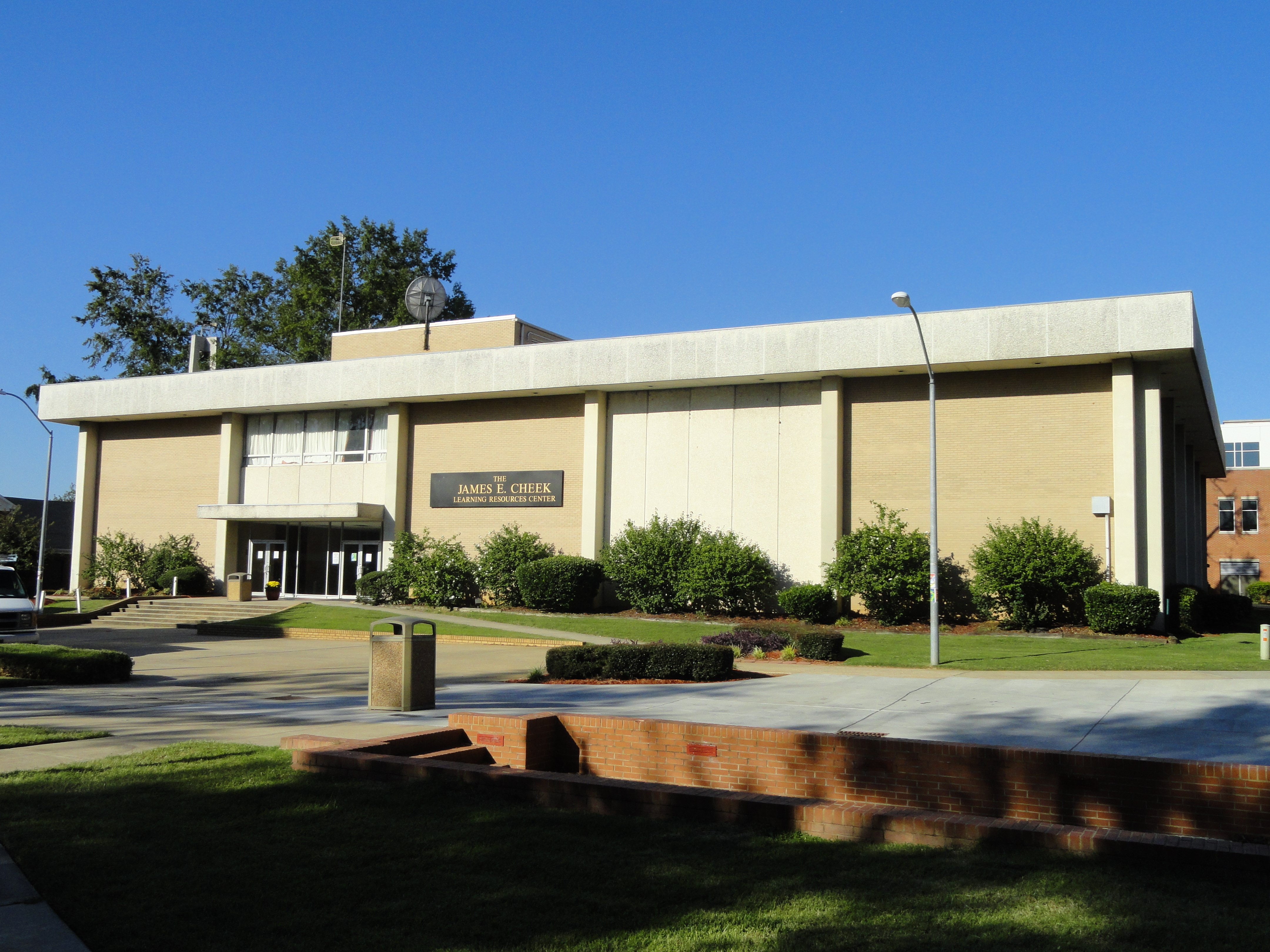
James E. Cheek Learning Resources Center.
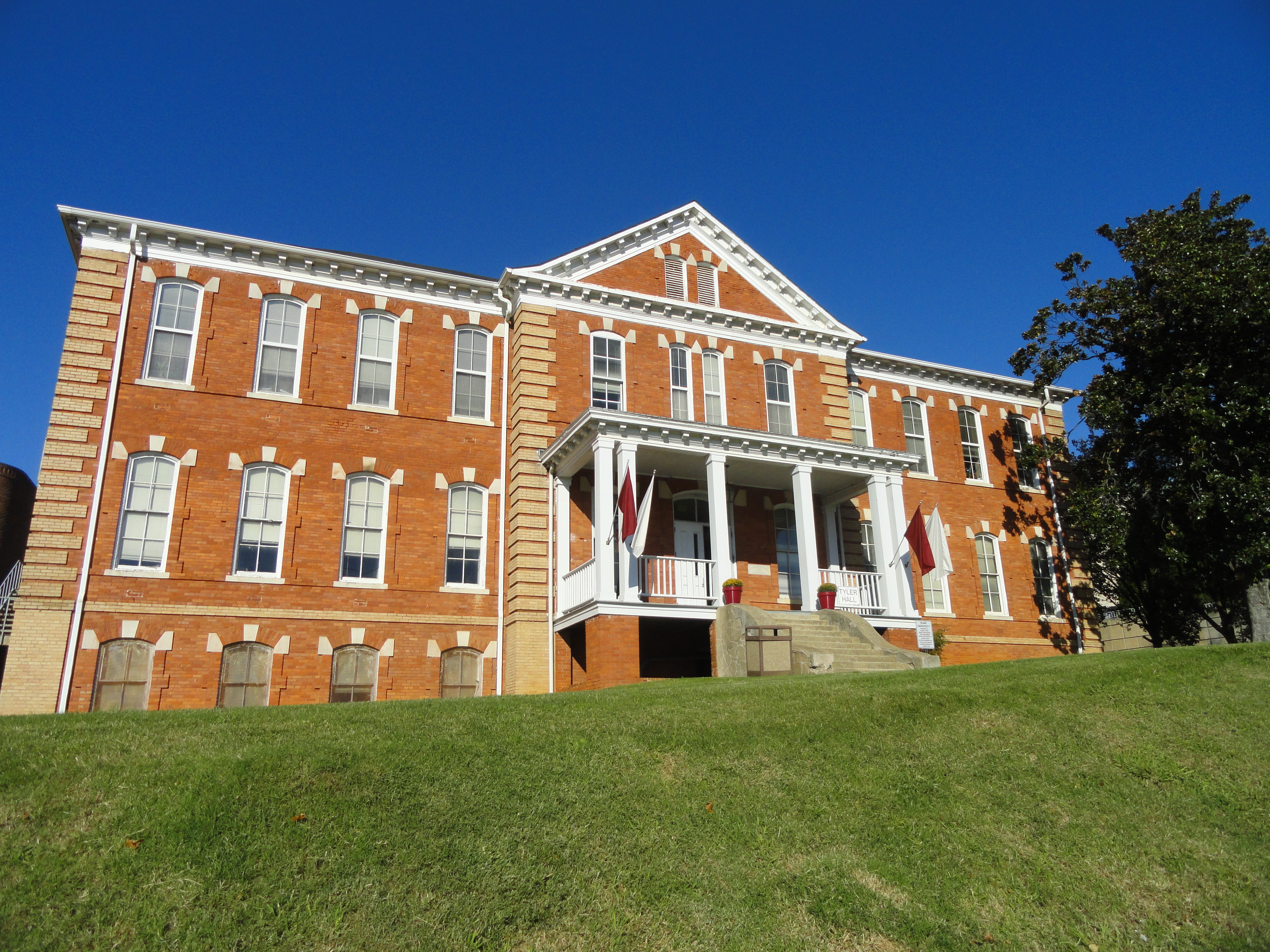
Tyler Hall.